# Kurşunlu, Dicle
Kurşunlu là một xã thuộc huyện Dicle, tỉnh Diyarbakır, Thổ Nhĩ Kỳ.